# M3 motorway
Der M3 motorway (englisch für ‚Autobahn M3‘) ist eine von der Highways Agency betriebene Autobahn in den englischen Grafschaften Hampshire und Surrey. Sie läuft von Sunbury-on-Thames bis Eastleigh und ist ungefähr 94 Kilometer lang. Die Autobahn wurde gebaut, um die A30 und die A33, beides staubelastete, einbahnige Schnellstraßen, die vorher die Verkehrslast trugen, zu entlasten. Ein Teil der Autobahn ist ein Abschnitt der Europastraße 5, welcher jedoch im Vereinigten Königreich nicht ausgeschildert ist.

## Geschichte
Der Bau der M3 dauerte insgesamt 24 Jahre (1971–1995) und erfolgte im Wesentlichen sukzessive von Nordosten nach Südwesten:
- Anschluss 1 bis  3: 1974
- Anschluss 3 bis  8: 1971

eine zusätzliche Anschlussstelle, als 4a bezeichnet, eröffnet im April 1992 nahe Farnborough (Hampshire)
- Anschluss 8 bis 10: 1985

Das ursprüngliche Ende, gebaut 1971, der M3 war eine provisorische Abfahrt, nahe der heutigen Anschlussstelle 8, führte direkt in die A33 bei Popham. Als die M3 im Jahr 1985 bis zum Anschluss 10 weitergebaut wurde, wurde das Provisorium abgerissen.
- Anschluss 10 bis 12: 1995

dieser Abschnitt wurde teilweise auf der ursprünglichen Strecke der A33 gebaut
- Der Abschnitt zwischen Anschluss 12 und 14 wurde 1992 als Autobahn ausgeschildert.